# Adam Christopher Holsten
 Der er flere personer med dette navn, se Adam Christopher Holsten-Charisius.
Adam Christopher lensbaron Holsten (18. september 1717 på Gelskov – 6. september 1801 på Langesø) var en dansk godsejer, gehejmeråd og amtmand. Han var far til bl.a. Hans Holsten og Ditlev Cai Holsten.

## Liv og gerning
Von Holsten blev født på Gelskov 18. september 1717; hans fader var oberstløjtnant Godske Ditlev von Holsten til Stamhuset Holstenshus. Efter at have studeret i Kiel og København besøgte han på gentagne rejser Norge, Sverige, Holland, Frankrig og Tyskland. Hjemkommet udnævntes han 1739 til kaptajn af Infanteriet, men det synes kun at være blevet en tom titel; 1745 blev han kammerjunker, amtmand over Nyborg og Tranekær Amter og tiltrådte samme år ved faderens død besiddelsen af stamhuset. 1755 fik han kammerherrenøglen, udnævntes 1758 til medlem af Landvæsenskommissionen og til kirkeinspektør over Kronens ryttergods paa Sjælland, erholdt 1767 enkedronningens orden og 1768 det hvide bånd. Efter 1777 at være blevet gehejmeråd blev han det følgende år optaget i den friherrelige stand, og hans stamhus ophøjedes til et lensbaroni. 1789 fik han afsked som amtmand. Von Holsten var en myndig, men ualmindelig dygtig og virksom godsherre, der ikke blot øgede og forbedrede sine godser, men også på enhver måde søgte at fremme sine bønders vel. Han var en af de første, som, rigtignok under bøndernes modstand, udflyttede og udskiftede bøndergårdene, han opmuntrede til dyrkning af bedre sædarter, anlagde veje og hegn, modarbejdede med iver bondens skødesynd, drukkenskab, osv. Først 6. september 1801 endte døden denne hans nyttige og frugtbringende virksomhed.

## Ægteskaber
Von Holsten var 2 gange gift: 1. gang (24. august 1749) med Adelheid Benedicte f. Rantzau af Panker (12. februar 1731 – 7. marts 1794), 2. gang (1796) med Clara Charlotte f. komtesse Trampe (28. juli 1774 – 30. september 1852), der siden ægtede Christian Frederik Erik Skeel.
Han er begravet i Veflinge Kirke.
Der findes portrætter af Holsten malet 1777 af Georg Mathias Fuchs på Skaføgård eller Langesø (?) og af Andreas Brünniche på Holstenshuus 1768. Buste af Luigi Grossi (Frederiksborgmuseet) forestiller antagelig Holsten.